# XXIII Corpo d'armata (Regio Esercito)
Il XXIII Corpo d'armata fu una grande unità del Regio Esercito italiano attiva durante la seconda guerra mondiale.

## Storia

### Prima guerra mondiale
Trae origini dal XXIII Corpo d'Armata costituito a Padova il 10 aprile 1917 e sciolto il 15 luglio 1919. Nel corso della guerra venne schierato nella zona di Altino, dove venne allestito un campo di addestramento per i militari italiani, utilizzato dal XXIII corpo d’armata, inquadrato nella Terza Armata del Duca d’Aosta, a cui era stata affidata la difesa della linea del Basso Piave. Delle esercitazioni e delle cerimonie tenutesi presso il campo furono scattate numerose fotografie ad opera dell’Ufficio Speciale del Ministero della Marina di Venezia per la propaganda di guerra. Tra le immagini, assumono particolare significato quelle che riguardano le attività di scavo per la realizzazione di fortificazioni campali necessarie alle esercitazioni, durante le quali furono portate alla luce numerose vestigia di epoca romana. Nel Museo archeologico nazionale di Altino sono conservati i segni grafici e figurativi impressi dai soldati che lì si fermarono ai tempi del primo conflitto mondiale.

### Seconda guerra mondiale

#### Campagna del Nordafrica
Il XXIII Corpo d'armata venne ricostituito ad Homs il 15 ottobre 1939, inquadrando la 1ª Divisione CC.NN. "23 marzo" e la 2ª Divisione CC.NN. "28 ottobre". Venne schierato nello scacchiere libico-tunisino, nella zona traTagiura e Garian. Iniziate le ostilità, venne inizialmente stanziato nel sud gebelico, a protezione delle piste meridionali della cirenaica e successivamente, verso il confine egiziano, nella zona di Bardia. Venne schierato sulla linea di frontiera da ridotta Capuzzi a Sidi Omar ed il 13 settembre, con l'inizio dell'offensiva contro l'Egitto, i suoi reparti sono tra i primi che varcano il confine egiziano, occupando Musaid. Il 15 un complesso tattico del corpo d'armata, la colonna Bergonzoli, occupò Bug Bug e, procedendo velocemente arriva alla periferia di Side el Barrani per entrarvi poi il 18. Il 7 ottobre attaccò nella zona di Bir el Mella, disperdendo alcune formazioni corazzate nemiche che si stavano concentrando nell'area. Verso la metà di ottobre venne spostato a occidente per organizzare la difesa del ciglione di Sollum, da Halfaya a sidi Omar. Il 9 dicembre venne pesantemente investito dall'Operazione Compass e venne costretto a ripiegare.

#### Battaglia di Bardia
Nei primi giorni di gennaio del 1941 fu impegnato nella battaglia di Bardia; dopo la violenta lotta, le unità del corpo d'armata, soverchiate dal nemico e impossibilitate a manovrare anche per carenza di mezzi motocorazzati, vennero sopraffatte. I resti del corpo d'armata cessarono ogni attività il 5 gennaio e venne considerato sciolto.

#### Ricostituzione
Venne nuovamente ricostituito a Trieste il 15 giugno 1942 ed alle proprie dipendenze aveva la 19ª Divisione fanteria "Venezia", la 2ª Divisione fanteria "Sforzesca", le truppe di difesa territoriale del capoluogo giuliano e le unità della guardia di frontiera del territorio di Udine che poi cedette al XXIV Corpo d'Armata. Aveva il compito di difendere la zona di Trieste e svolse questa mansione fino al 10 settembre 1943, giorno in cui fu sciolto, in seguito all'armistizio di Cassibile.

## Ordine di battaglia
1939 - 1941
- 1ª Divisione CC.NN. "23 marzo"
- 2ª Divisione CC.NN. "28 ottobre"
- 2ª Divisione libica

1942 - 1943
- 19ª Divisione fanteria "Venezia"
- 2ª Divisione fanteria "Sforzesca"

## Comandanti
- Generale di Corpo d'Armata Annibale Bergonzoli (1940 - 1941)
- Generale di Corpo d'Armata Alberto Ferrero (1942 - 1943)[1]